# عبد الرحمن دمشقية
عبد الرحمن محمد سعيد دمشقية المعروف بـ عبد الرحمن دمشقية. هو رجل دين وداعية سُنّي سلفي لبناني مقيمٌ في مدينة بليموث البريطانية.
هاجر إلى السعودية سنة 1399 هـ للعمل ثم درس بجامعة الإمام محمد بن سعود الإسلامية وتخرّج منها سنة 1409 هـ ثم قدّم رسالة الماجستير في التصوف وبالتحديد الطريقة النقشبندية، ثم حصل شهادة الدكتوراه حول الشيعة وعنوان بحثه كان استدلال الشيعة بالسنة النبوية في ميزان النقد العلمي. وكان قد عمل قبل ذلك مُدرّسا للغة الإنجليزية لفترة تقارب الخمس سنوات في مدرسة رياض الصالحين، ومدرسة رياض نجد.
وبقي طيلة ثلاثين سنة إماماً في أحد مساجد الرياض، ثم انتقل إلى المملكة المتحدة وعمل إماماً لمسجد الملك فهد بمدينة إدنبرة في اسكتلندا، وهو الآن إمام مسجد التقوى في مدينة بليموث.

## المؤهلات العلمية
- الدكتوراه: الجامعة الأمريكية المفتوحة سنة 2006 (الولايات المتحدة الأمريكية) بدرجة امتياز.
- الماجستير: مدارس الوفاق الإسلامية 30-8-1997 للدراسات العليا بدرجة امتياز (باكستان).
- البكالوريوس: جامعة الإمام محمد بن سعود الإسلامية – أصول الدين – قسم العقيدة والمذاهب المعاصرة للفترة بين 1985 – 1989. بدرجة جيد جدا.
- إجازة في تدريس اللغة الإنجليزية من وزارة التربية بالمملكة العربية السعودية.
- إمكانية التكلم باللغة الفرنسية.
- عمل مترجما فوريا لخطبة الجمعة في مسجد الكندي بالحي الدبلوماسي بالرياض.
- عمل داعية وإماما وخطيبا لمسجد الملك فهد بمدينة أدنبرة في منطقة اسكوتلندة.
- مؤلف لكثير من الكتب بالعربية والإنجليزية كما هو مثبت في آخر السيرة.
- يعمل الآن إماما وخطيبا لمسجد التقوى (PIETY) في مدينة بليموث جنوب غرب مدينة لندن.
- عمل سنة كاملة كمحقق علمي للمخطوطات ومدخل للبيانات في مركز الملك فيصل، قسم المخطوطات بمركز الملك فيصل بالرياض سنة 1994
- عمل إماما لمسجد لمدة أربع وعشرين سنة في مسجد التحلية بالرياض 1982-2006 .[1]

## مؤلفاته
للشيخ العديد من المؤلفات في الكثير من التخصصات: 

### العقيدة
| - الكتاب المقدَّس يتكلم. طُبع بالإنجليزية، والفرنسية، والعربية والألبانيَّة والفلبينية. - مصادر عقيدة المسلم. - إفحام المخالفين بمن عندهم من المعتبرين. - موسوعة أهل السنة في الرد على فرقة الأحباش. يقع في مجلدين. - العقيدة الصحيحة شرط للنجاة. - ابن حزم وموقفه من الأشاعرة. - أبو حامد الغزالي والتصوف. - الأحباش والوهابية. - أولياء الله بين المنهج السلفي وبين العبث الصوفي. - آيات يحتج بها الشيعة. - أحاديث يحتج بها الشيعة. - التداوي بالقرآن والسنة لا بالمنجمين والكهان. - التصدع في المذهب الأشعري. - التوفيق الرباني في كشف ضلالات الكوراني. - حوار هادئ بين السنة والشيعة. مُترجم إلى اللغتين الإنجليزية والفارسية. - حوار من القلب. بالعربية والإنجليزية. - ظاهرة التكفير في مذهب الشيعة الإمامية. - المقالات السنية في كَشْف ضلالات الحبشية وتبرأة ابن تيمية. - مناظرة ابن تيمية لطائفة الرفاعية. | - موسوعة أباطيل الكتاب المقدس. - النقشبندية: عرض وتحليل. - الرد على كتاب هل القرآن معصوم . - موسوعة أهل السنة في الرد على فرقة الأحباش (مجلدان). - أفضل الآيات المختارة من القرآن الكريم. - بين أهل الفتنة وأهل السنة . - التحريفات الحبشية (تلاعب الأحباش بكتب المؤلفين). - الحبشي: شذوذه وأخطاؤه. - حزب التحرير . - دعنا نذكر الله ونمجده باللغة الإنجليزية. - الرد على زكريا بطرس . - الرد على عبد الله الحبشي, مترجم إلى اللغة الإنجليزية. - شبهات أهل الفتنة وأجوبة أهل السنة . - الطريقة الرفاعية . - موسوعة المسلم في الاحتجاج على النصارى من كتبهم . - النقد الشامل على السقاف الباطل . - نقد كتاب الكافي . - ويأبى الله إلا تصديق الصديق . - يلزم الشيعة: بيان اللوازم الفاسدة في المذهب الشيعي. |

### الفقه
- فقه المسلم على الصحيح - عربي وإنجليزي.

### المخطوطات والتحقيقات
- تحريم النظر في كتب علم الكلام .
- الصواعق المحرقة على المتصوفة الرقصة المتزندقة .
- تحقيق كتاب المسيح إنسان ام إله .

### الحديث
| - فهارس شرح معاني الآثار للطحاوي . - فهارس كتاب السنة لابن أبي شيبة . - فهارس أحاديث وآثار الدارمي . - فهارس أحاديث وآثار سنن أبي داود . - فهارس التلخيص الحبير للحافظ ابن حجر العسقلاني. | - فهارس مسند أبي عوانة . - فهارس اللؤلؤ والمرجان. - الاستدلال بالسنة النبوية في مذهب الشيعة في ميزان النقد العلمي. - النشأة في طلب العلم . |

### مؤلفاته باللغة الإنجليزية
- Encyclopedia of biblical verse for Muslim use
- Let the Bible speak
- Let us Reason together (A dialogue with Christians from my heart) or (Towards A better Methodology of inviting people to Islam)
- Let us remember Allah
- Life after Death
- Supplications & prayers
- The world we are heading for
- True Belief a pre-Condition for Salvation
- Why we live & where we go

## وصلات خارجية
- موقعه الرسمي.
- صفحته على موقع طريق الإسلام.
- صفحته الرسمية على الفيس بوك  على فيسبوك..